# Neupré
Neupré là một đô thị của Bỉ. Đô thị này nằm trong vùng Wallonie và tỉnh Liege. Tại thời điểm ngày 1 tháng 1 năm 2006, Neupré có tổng dân số 9.798. Tổng diện tích là 31,69 km² với mật độ dân số 309 người trên mỗi km².